# 人造胚晶
所謂人造胚晶，係指透過合成手段製出之單晶晶錠。矽之人造胚晶乃當今多數積體電路所用之基礎原料。

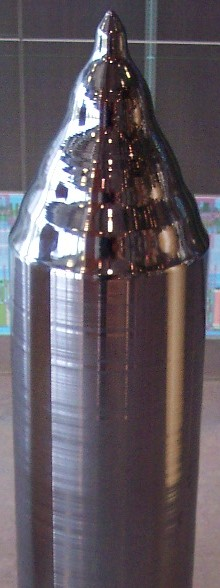
單晶矽之人造胚晶

今之半導體產業有數種方法可以製造人造胚晶, 如布里奇曼法、柴式拉晶法等，產物往往以圓柱體之晶棒型式居多。
若以柴式拉晶法拉造人造胚晶，須先備妥一晶種，始得進行後續造大晶體、晶錠之程序。晶種沾入純矽熔融液，然後再緩緩將之拉起。凝固自熔融液的新晶體將有與晶種相同之秩序，進而形成圓柱型的大顆單晶，是為人造胚晶。
圓柱型之人造胚晶通常會被鑽石鋸刀切成晶圓片。晶圓片又經拋光有了平整的表面，才能成為適合製造半導體裝置的基板。同樣的製程也可以用來製造藍寶石基板。藍寶石基板是製造藍色、白色發光二極體的材料，也可用在特殊用途的光窗或手錶的保護殼。